# Cibusoides
Cibusoides es un género de foraminífero bentónico considerado un sinónimo posterior de Acervulina de la familia Heterolepidae, de la superfamilia Chilostomelloidea, del suborden Rotaliina y del orden Rotaliida. Su especie tipo era Cibusoides elegans. Su rango cronoestratigráfico abarcaba el Holoceno.

## Clasificación
Cibusoides incluía a las siguientes especies:
- Cibusoides elegans
- Cibusoides refulgensis
- Cibusoides tuberculata